# دولت نپال
دولت نپال (به نپالی: नेपाल सरकार) نام حکومت مرکزی کشور نپال می‌باشد.
رئیس دولت رئیس‌جمهور است و نخست‌وزیر سمت رئیس قوه مجریه را بر عهده دارد. نقش رئیس‌جمهور تا حد زیادی تشریفاتی بوده و با توجه به ساختار جمهوری پارلمانی عملکرد دولت به‌طور کامل توسط نخست‌وزیر منصوب پارلمان کنترل می‌شود. روسای نهادهای قانون اساسی به استثنای دادستان کل که پیشنهاد دهنده او نخست‌وزیر است، به توصیه شورای قانون اساسی منصوب می‌شود.
پیش از براندازی حکومت سلطنتی قبلی با نام دولت اعلی‌حضرت شناخته می‌شد.